# Plethodon aureolus
Plethodon aureolus är en groddjursart som beskrevs av Richard Highton 1984. Plethodon aureolus ingår i släktet Plethodon och familjen lunglösa salamandrar. IUCN kategoriserar arten globalt som otillräckligt studerad. Inga underarter finns listade i Catalogue of Life.